# Dasylophia jaliscana
Dasylophia jaliscana är en fjärilsart som beskrevs av William Schaus 1901. Dasylophia jaliscana ingår i släktet Dasylophia och familjen tandspinnare. Inga underarter finns listade i Catalogue of Life.